# Liste des planètes mineures (572001-573000)
Voici la liste des planètes mineures numérotées de 572001 à 573000. Les planètes mineures sont numérotées lorsque leur orbite est confirmée, ce qui peut parfois se produire longtemps après leur découverte. Elles sont classées ici par leur numéro.

## Planètes mineures 572001 à 573000
- (572001) 2008 AH149
- (572002) 2008 AK149
- (572003) 2008 AS149
- (572004) 2008 AY149
- (572005) 2008 AU150
- (572006) 2008 AA151
- (572007) 2008 AD151
- (572008) 2008 AE151
- (572009) 2008 AK151
- (572010) 2008 AV151
- (572011) 2008 AJ152
- (572012) 2008 AX152
- (572013) 2008 BO
- (572014) 2008 BU6
- (572015) 2008 BB7
- (572016) 2008 BQ8
- (572017) 2008 BR10
- (572018) 2008 BL11
- (572019) 2008 BX12
- (572020) 2008 BD13
- (572021) 2008 BF19
- (572022) 2008 BM26
- (572023) 2008 BF28
- (572024) 2008 BY36
- (572025) 2008 BL45
- (572026) 2008 BA48
- (572027) 2008 BN55
- (572028) 2008 BP55
- (572029) 2008 BB56
- (572030) 2008 BW57
- (572031) 2008 BG58
- (572032) 2008 BU60
- (572033) 2008 CS5
- (572034) 2008 CQ6
- (572035) 2008 CU7
- (572036) 2008 CV11
- (572037) 2008 CD12
- (572038) 2008 CB14
- (572039) 2008 CC14
- (572040) 2008 CU21
- (572041) 2008 CG27
- (572042) 2008 CK30
- (572043) 2008 CW32
- (572044) 2008 CJ40
- (572045) 2008 CW41
- (572046) 2008 CR45
- (572047) 2008 CN51
- (572048) 2008 CR56
- (572049) 2008 CJ57
- (572050) 2008 CJ60
- (572051) 2008 CP60
- (572052) 2008 CC66
- (572053) 2008 CF75
- (572054) 2008 CS79
- (572055) 2008 CF80
- (572056) 2008 CL82
- (572057) 2008 CH85
- (572058) 2008 CA94
- (572059) 2008 CH94
- (572060) 2008 CR97
- (572061) 2008 CT98
- (572062) 2008 CS102
- (572063) 2008 CE105
- (572064) 2008 CH105
- (572065) 2008 CW105
- (572066) 2008 CL111
- (572067) 2008 CS111
- (572068) 2008 CL112
- (572069) 2008 CS112
- (572070) 2008 CC115
- (572071) 2008 CS118
- (572072) 2008 CS126
- (572073) 2008 CV127
- (572074) 2008 CD130
- (572075) 2008 CX135
- (572076) 2008 CC136
- (572077) 2008 CB139
- (572078) 2008 CO147
- (572079) 2008 CJ148
- (572080) 2008 CK150
- (572081) 2008 CX150
- (572082) 2008 CZ150
- (572083) 2008 CB153
- (572084) 2008 CQ154
- (572085) 2008 CY154
- (572086) 2008 CY155
- (572087) 2008 CR157
- (572088) 2008 CW162
- (572089) 2008 CF163
- (572090) 2008 CG167
- (572091) 2008 CX170
- (572092) 2008 CK172
- (572093) 2008 CX172
- (572094) 2008 CN173
- (572095) 2008 CX185
- (572096) 2008 CL190
- (572097) 2008 CT197
- (572098) 2008 CK205
- (572099) 2008 CO216
- (572100) 2008 CU219
- (572101) 2008 CW219
- (572102) 2008 CX219
- (572103) 2008 CB220
- (572104) 2008 CJ220
- (572105) 2008 CK220
- (572106) 2008 CO220
- (572107) 2008 CR220
- (572108) 2008 CY220
- (572109) 2008 CZ220
- (572110) 2008 CM221
- (572111) 2008 CS221
- (572112) 2008 CY221
- (572113) 2008 CU222
- (572114) 2008 CL223
- (572115) 2008 CO223
- (572116) 2008 CP223
- (572117) 2008 CZ223
- (572118) 2008 CK224
- (572119) 2008 CF225
- (572120) 2008 CY225
- (572121) 2008 CB226
- (572122) 2008 CV227
- (572123) 2008 CY228
- (572124) 2008 CN229
- (572125) 2008 CS229
- (572126) 2008 CY229
- (572127) 2008 CP230
- (572128) 2008 CQ230
- (572129) 2008 CS230
- (572130) 2008 CK231
- (572131) 2008 CY231
- (572132) 2008 CF233
- (572133) 2008 CK233
- (572134) 2008 CT233
- (572135) 2008 CE234
- (572136) 2008 CH234
- (572137) 2008 CL234
- (572138) 2008 CP234
- (572139) 2008 CS235
- (572140) 2008 CM236
- (572141) 2008 CO237
- (572142) 2008 CE238
- (572143) 2008 CV238
- (572144) 2008 CE239
- (572145) 2008 CQ239
- (572146) 2008 CK240
- (572147) 2008 CN240
- (572148) 2008 CT240
- (572149) 2008 CU240
- (572150) 2008 CJ243
- (572151) 2008 CC244
- (572152) 2008 CU244
- (572153) 2008 CV244
- (572154) 2008 CW244
- (572155) 2008 DP2
- (572156) 2008 DX3
- (572157) 2008 DU6
- (572158) 2008 DX9
- (572159) 2008 DE10
- (572160) 2008 DH17
- (572161) 2008 DD22
- (572162) 2008 DW28
- (572163) 2008 DC29
- (572164) 2008 DO44
- (572165) 2008 DK51
- (572166) 2008 DO51
- (572167) 2008 DJ52
- (572168) 2008 DY55
- (572169) 2008 DT56
- (572170) 2008 DH63
- (572171) 2008 DF71
- (572172) 2008 DY73
- (572173) 2008 DC74
- (572174) 2008 DP75
- (572175) 2008 DJ77
- (572176) 2008 DE78
- (572177) 2008 DA79
- (572178) 2008 DE80
- (572179) 2008 DU87
- (572180) 2008 DO90
- (572181) 2008 DS90
- (572182) 2008 DU90
- (572183) 2008 DB91
- (572184) 2008 DD91
- (572185) 2008 DD92
- (572186) 2008 DS93
- (572187) 2008 DR94
- (572188) 2008 DK96
- (572189) 2008 DT96
- (572190) 2008 DU96
- (572191) 2008 DB97
- (572192) 2008 DG97
- (572193) 2008 DT97
- (572194) 2008 EZ2
- (572195) 2008 EA4
- (572196) 2008 EM8
- (572197) 2008 EH12
- (572198) 2008 EZ24
- (572199) 2008 EE27
- (572200) 2008 EF27
- (572201) 2008 EL31
- (572202) 2008 EN31
- (572203) 2008 EM43
- (572204) 2008 EH51
- (572205) 2008 ES51
- (572206) 2008 EJ52
- (572207) 2008 EB58
- (572208) 2008 EA59
- (572209) 2008 EN63
- (572210) 2008 ES63
- (572211) 2008 EE67
- (572212) 2008 EA69
- (572213) 2008 EU72
- (572214) 2008 EQ74
- (572215) 2008 ES79
- (572216) 2008 EK83
- (572217) Dramba
- (572218) 2008 EO85
- (572219) 2008 EJ93
- (572220) 2008 ET94
- (572221) 2008 ED96
- (572222) 2008 EQ103
- (572223) 2008 ET104
- (572224) 2008 EA106
- (572225) 2008 EQ110
- (572226) 2008 ED111
- (572227) 2008 EU111
- (572228) 2008 EQ113
- (572229) 2008 EW113
- (572230) 2008 EA115
- (572231) 2008 EA117
- (572232) 2008 EZ119
- (572233) 2008 EK125
- (572234) 2008 EF131
- (572235) 2008 EO131
- (572236) 2008 EP133
- (572237) 2008 EG134
- (572238) 2008 ED137
- (572239) 2008 EZ137
- (572240) 2008 EP138
- (572241) 2008 EV140
- (572242) 2008 EK144
- (572243) 2008 EP161
- (572244) 2008 EO164
- (572245) 2008 EV171
- (572246) 2008 EL172
- (572247) 2008 EO172
- (572248) 2008 EV172
- (572249) 2008 EW172
- (572250) 2008 EY172
- (572251) 2008 EJ173
- (572252) 2008 EP173
- (572253) 2008 EQ173
- (572254) 2008 ET173
- (572255) 2008 ED174
- (572256) 2008 EJ174
- (572257) 2008 EQ174
- (572258) 2008 EW174
- (572259) 2008 EP175
- (572260) 2008 EZ175
- (572261) 2008 EC176
- (572262) 2008 ES176
- (572263) 2008 EV176
- (572264) 2008 EH177
- (572265) 2008 EL177
- (572266) 2008 EG179
- (572267) 2008 EV179
- (572268) 2008 ED180
- (572269) 2008 EV180
- (572270) 2008 EF181
- (572271) 2008 EG181
- (572272) 2008 EX181
- (572273) 2008 EC182
- (572274) 2008 EH182
- (572275) 2008 ED186
- (572276) 2008 EA187
- (572277) 2008 ET188
- (572278) 2008 EG190
- (572279) 2008 EL190
- (572280) 2008 EM190
- (572281) 2008 EQ190
- (572282) 2008 EY190
- (572283) 2008 ER191
- (572284) 2008 ES191
- (572285) 2008 EH192
- (572286) 2008 EY192
- (572287) 2008 EY193
- (572288) 2008 EN194
- (572289) 2008 EO194
- (572290) 2008 FL21
- (572291) 2008 FN22
- (572292) 2008 FT29
- (572293) 2008 FS31
- (572294) 2008 FO44
- (572295) 2008 FP44
- (572296) 2008 FW45
- (572297) 2008 FE46
- (572298) 2008 FV47
- (572299) 2008 FX47
- (572300) 2008 FS50
- (572301) 2008 FQ51
- (572302) 2008 FZ71
- (572303) 2008 FN72
- (572304) 2008 FV74
- (572305) 2008 FH83
- (572306) 2008 FZ84
- (572307) 2008 FK86
- (572308) 2008 FR89
- (572309) 2008 FS94
- (572310) 2008 FZ100
- (572311) 2008 FM103
- (572312) 2008 FU105
- (572313) 2008 FL110
- (572314) 2008 FD113
- (572315) 2008 FK116
- (572316) 2008 FB120
- (572317) 2008 FS122
- (572318) 2008 FH126
- (572319) 2008 FZ126
- (572320) 2008 FH132
- (572321) 2008 FU139
- (572322) 2008 FN141
- (572323) 2008 FR141
- (572324) 2008 FD142
- (572325) 2008 FD143
- (572326) 2008 FL145
- (572327) 2008 FP145
- (572328) 2008 FZ145
- (572329) 2008 FJ146
- (572330) 2008 GB11
- (572331) 2008 GE13
- (572332) 2008 GA14
- (572333) 2008 GM17
- (572334) 2008 GX23
- (572335) 2008 GB25
- (572336) 2008 GT25
- (572337) 2008 GP26
- (572338) 2008 GC27
- (572339) 2008 GT27
- (572340) 2008 GW37
- (572341) 2008 GF40
- (572342) 2008 GY43
- (572343) 2008 GC44
- (572344) 2008 GA45
- (572345) 2008 GK45
- (572346) 2008 GP46
- (572347) 2008 GA47
- (572348) 2008 GD52
- (572349) 2008 GY55
- (572350) 2008 GA60
- (572351) 2008 GX71
- (572352) 2008 GC72
- (572353) 2008 GE77
- (572354) 2008 GU77
- (572355) 2008 GY77
- (572356) 2008 GR78
- (572357) 2008 GL81
- (572358) 2008 GR83
- (572359) 2008 GP90
- (572360) 2008 GO94
- (572361) 2008 GD98
- (572362) 2008 GC101
- (572363) 2008 GM103
- (572364) 2008 GN104
- (572365) 2008 GM105
- (572366) 2008 GZ112
- (572367) 2008 GN114
- (572368) 2008 GV132
- (572369) 2008 GC136
- (572370) 2008 GT136
- (572371) 2008 GE139
- (572372) 2008 GC149
- (572373) 2008 GF149
- (572374) 2008 GR149
- (572375) 2008 GT149
- (572376) 2008 GB151
- (572377) 2008 GD151
- (572378) 2008 GK151
- (572379) 2008 GO151
- (572380) 2008 GB152
- (572381) 2008 GF152
- (572382) 2008 GH152
- (572383) 2008 GO152
- (572384) 2008 GT152
- (572385) 2008 GW152
- (572386) 2008 GZ152
- (572387) 2008 GU155
- (572388) 2008 GG158
- (572389) 2008 GH158
- (572390) 2008 GN158
- (572391) 2008 GA159
- (572392) 2008 GJ159
- (572393) 2008 GN159
- (572394) 2008 GS159
- (572395) 2008 GD160
- (572396) 2008 GB161
- (572397) 2008 GJ161
- (572398) 2008 GW162
- (572399) 2008 GA163
- (572400) 2008 GC163
- (572401) 2008 GL163
- (572402) 2008 GU163
- (572403) 2008 GG166
- (572404) 2008 GH166
- (572405) 2008 GM166
- (572406) 2008 GG167
- (572407) 2008 GP167
- (572408) 2008 GD168
- (572409) 2008 GR168
- (572410) 2008 HT3
- (572411) 2008 HU10
- (572412) 2008 HY14
- (572413) 2008 HK15
- (572414) 2008 HB19
- (572415) 2008 HT23
- (572416) 2008 HR38
- (572417) 2008 HK41
- (572418) 2008 HY45
- (572419) 2008 HS48
- (572420) 2008 HF51
- (572421) 2008 HA56
- (572422) 2008 HQ57
- (572423) 2008 HO59
- (572424) 2008 HH64
- (572425) 2008 HH68
- (572426) 2008 HP69
- (572427) 2008 HW74
- (572428) 2008 HL75
- (572429) 2008 HT75
- (572430) 2008 HK76
- (572431) 2008 JQ7
- (572432) 2008 JN9
- (572433) 2008 JZ9
- (572434) 2008 JF20
- (572435) 2008 JU24
- (572436) 2008 JZ26
- (572437) 2008 JS29
- (572438) 2008 JX39
- (572439) 2008 JK40
- (572440) 2008 JO40
- (572441) 2008 JW42
- (572442) 2008 JD43
- (572443) 2008 JE43
- (572444) 2008 JF43
- (572445) 2008 JP43
- (572446) 2008 JD44
- (572447) 2008 JU45
- (572448) 2008 JY45
- (572449) 2008 JM46
- (572450) 2008 JR46
- (572451) 2008 JX46
- (572452) 2008 JZ46
- (572453) 2008 JB47
- (572454) 2008 JF47
- (572455) 2008 JM47
- (572456) 2008 JW47
- (572457) 2008 JA48
- (572458) 2008 JU48
- (572459) 2008 JZ49
- (572460) 2008 JA51
- (572461) 2008 JB51
- (572462) 2008 JP51
- (572463) 2008 JO52
- (572464) 2008 JS52
- (572465) 2008 KQ4
- (572466) 2008 KX13
- (572467) 2008 KC14
- (572468) 2008 KN14
- (572469) 2008 KO15
- (572470) 2008 KF21
- (572471) 2008 KU24
- (572472) 2008 KX24
- (572473) 2008 KC30
- (572474) 2008 KJ34
- (572475) 2008 KQ38
- (572476) 2008 KA40
- (572477) 2008 KE40
- (572478) 2008 KA41
- (572479) 2008 KY41
- (572480) 2008 KU43
- (572481) 2008 KV43
- (572482) 2008 KX43
- (572483) 2008 KN44
- (572484) 2008 KJ45
- (572485) 2008 KL45
- (572486) 2008 KM45
- (572487) 2008 KP45
- (572488) 2008 KR45
- (572489) 2008 KT46
- (572490) 2008 KH47
- (572491) 2008 KL47
- (572492) 2008 KH48
- (572493) 2008 LB7
- (572494) 2008 LY8
- (572495) 2008 LP13
- (572496) 2008 LP14
- (572497) 2008 LJ15
- (572498) 2008 LM18
- (572499) 2008 LV18
- (572500) 2008 LZ18
- (572501) 2008 LX19
- (572502) 2008 LK20
- (572503) 2008 LP20
- (572504) 2008 NO5
- (572505) 2008 OJ6
- (572506) 2008 OX13
- (572507) 2008 OE17
- (572508) 2008 OJ26
- (572509) 2008 ON26
- (572510) 2008 OZ26
- (572511) 2008 OE27
- (572512) 2008 OG27
- (572513) 2008 OL27
- (572514) 2008 PS9
- (572515) 2008 PT12
- (572516) 2008 PF21
- (572517) 2008 PB24
- (572518) 2008 QE
- (572519) 2008 QT1
- (572520) 2008 QE3
- (572521) 2008 QH4
- (572522) 2008 QL14
- (572523) 2008 QS14
- (572524) 2008 QZ18
- (572525) 2008 QG19
- (572526) 2008 QZ19
- (572527) 2008 QF22
- (572528) 2008 QN22
- (572529) 2008 QO25
- (572530) 2008 QM30
- (572531) 2008 QH35
- (572532) 2008 QN38
- (572533) 2008 QK39
- (572534) 2008 QA43
- (572535) 2008 QJ46
- (572536) 2008 QZ48
- (572537) 2008 QZ50
- (572538) 2008 RY
- (572539) 2008 RU3
- (572540) 2008 RA7
- (572541) 2008 RB8
- (572542) 2008 RO10
- (572543) 2008 RO14
- (572544) 2008 RS14
- (572545) 2008 RG22
- (572546) 2008 RG31
- (572547) 2008 RL47
- (572548) 2008 RP56
- (572549) 2008 RR58
- (572550) 2008 RN59
- (572551) 2008 RY59
- (572552) 2008 RV61
- (572553) 2008 RK65
- (572554) 2008 RS66
- (572555) 2008 RZ68
- (572556) 2008 RU70
- (572557) 2008 RS72
- (572558) 2008 RV75
- (572559) 2008 RG77
- (572560) 2008 RA78
- (572561) 2008 RJ78
- (572562) 2008 RN81
- (572563) 2008 RG88
- (572564) 2008 RM108
- (572565) 2008 RB122
- (572566) 2008 RP123
- (572567) 2008 RM124
- (572568) 2008 RH132
- (572569) 2008 RZ132
- (572570) 2008 RS135
- (572571) 2008 RO139
- (572572) 2008 RK140
- (572573) 2008 RH142
- (572574) 2008 RB143
- (572575) 2008 RA147
- (572576) 2008 RR147
- (572577) 2008 RD148
- (572578) 2008 RY148
- (572579) 2008 RL149
- (572580) 2008 RM149
- (572581) 2008 RT149
- (572582) 2008 RU149
- (572583) 2008 RX149
- (572584) 2008 RF150
- (572585) 2008 RJ150
- (572586) 2008 RW150
- (572587) 2008 RE151
- (572588) 2008 RF151
- (572589) 2008 RR151
- (572590) 2008 RV151
- (572591) 2008 RE152
- (572592) 2008 RF152
- (572593) 2008 RJ152
- (572594) 2008 RQ152
- (572595) 2008 RR152
- (572596) 2008 RT152
- (572597) 2008 RR154
- (572598) 2008 RZ155
- (572599) 2008 RB156
- (572600) 2008 RF156
- (572601) 2008 RZ157
- (572602) 2008 RQ161
- (572603) 2008 RZ161
- (572604) 2008 RD162
- (572605) 2008 RO162
- (572606) 2008 RX163
- (572607) 2008 RD164
- (572608) 2008 RK166
- (572609) 2008 RQ170
- (572610) 2008 RK171
- (572611) 2008 RK172
- (572612) 2008 SO2
- (572613) 2008 SO7
- (572614) 2008 SZ7
- (572615) 2008 SY11
- (572616) 2008 SZ12
- (572617) 2008 SE15
- (572618) 2008 SH17
- (572619) 2008 SW17
- (572620) 2008 SY17
- (572621) 2008 SA19
- (572622) 2008 SJ20
- (572623) 2008 SG23
- (572624) 2008 SJ24
- (572625) 2008 SY24
- (572626) 2008 SM27
- (572627) 2008 SN30
- (572628) 2008 SX35
- (572629) 2008 SZ47
- (572630) 2008 SH53
- (572631) 2008 SQ53
- (572632) 2008 SZ55
- (572633) 2008 SL72
- (572634) 2008 SV77
- (572635) 2008 SX78
- (572636) 2008 SO84
- (572637) 2008 SC90
- (572638) 2008 SL90
- (572639) 2008 SK93
- (572640) 2008 SN99
- (572641) 2008 SV99
- (572642) 2008 SH113
- (572643) 2008 SL117
- (572644) 2008 SL119
- (572645) 2008 SB122
- (572646) 2008 ST125
- (572647) 2008 SA132
- (572648) 2008 SU136
- (572649) 2008 SR138
- (572650) 2008 SW138
- (572651) 2008 SC141
- (572652) 2008 SM142
- (572653) 2008 SZ154
- (572654) 2008 SZ156
- (572655) 2008 SC159
- (572656) 2008 SW160
- (572657) 2008 SL161
- (572658) 2008 SJ177
- (572659) 2008 SR185
- (572660) 2008 SQ187
- (572661) 2008 SE188
- (572662) 2008 SQ188
- (572663) 2008 SX191
- (572664) 2008 SC193
- (572665) 2008 SD197
- (572666) 2008 SJ197
- (572667) 2008 SA207
- (572668) 2008 SQ210
- (572669) 2008 ST210
- (572670) 2008 SQ215
- (572671) 2008 SC222
- (572672) 2008 SR224
- (572673) 2008 SK225
- (572674) 2008 SW227
- (572675) 2008 SC228
- (572676) 2008 SY228
- (572677) 2008 SZ228
- (572678) 2008 SP234
- (572679) 2008 SM237
- (572680) 2008 SO237
- (572681) 2008 SW238
- (572682) 2008 SM252
- (572683) 2008 SH263
- (572684) 2008 SL263
- (572685) 2008 SJ268
- (572686) 2008 SU269
- (572687) 2008 SX272
- (572688) 2008 SW273
- (572689) 2008 SM289
- (572690) 2008 SW297
- (572691) 2008 SY300
- (572692) 2008 SV303
- (572693) 2008 SB314
- (572694) 2008 SG314
- (572695) 2008 SQ314
- (572696) 2008 SV314
- (572697) 2008 SP315
- (572698) 2008 SZ315
- (572699) 2008 SJ316
- (572700) 2008 SO316
- (572701) 2008 SY316
- (572702) 2008 SF317
- (572703) 2008 SP317
- (572704) 2008 SS317
- (572705) 2008 SC318
- (572706) 2008 SR318
- (572707) 2008 SS318
- (572708) 2008 SG321
- (572709) 2008 SY321
- (572710) 2008 SD324
- (572711) 2008 SO325
- (572712) 2008 SB326
- (572713) 2008 SL326
- (572714) 2008 SR326
- (572715) 2008 SG327
- (572716) 2008 SR327
- (572717) 2008 SE328
- (572718) 2008 SK328
- (572719) 2008 SZ332
- (572720) 2008 SA333
- (572721) 2008 SH333
- (572722) 2008 SS336
- (572723) 2008 SV336
- (572724) 2008 SQ337
- (572725) 2008 SF340
- (572726) 2008 SK340
- (572727) 2008 SC341
- (572728) 2008 SE344
- (572729) 2008 SK345
- (572730) 2008 SN345
- (572731) 2008 SZ345
- (572732) 2008 TK11
- (572733) 2008 TW17
- (572734) 2008 TX19
- (572735) 2008 TN23
- (572736) 2008 TS29
- (572737) 2008 TE30
- (572738) 2008 TL43
- (572739) 2008 TN45
- (572740) 2008 TM47
- (572741) 2008 TV47
- (572742) 2008 TC49
- (572743) 2008 TT49
- (572744) 2008 TO53
- (572745) 2008 TT68
- (572746) 2008 TN74
- (572747) 2008 TG79
- (572748) 2008 TW87
- (572749) 2008 TD88
- (572750) 2008 TB91
- (572751) 2008 TM96
- (572752) 2008 TV97
- (572753) 2008 TV102
- (572754) 2008 TR103
- (572755) 2008 TD107
- (572756) 2008 TA110
- (572757) 2008 TM118
- (572758) 2008 TY119
- (572759) 2008 TA121
- (572760) 2008 TR124
- (572761) 2008 TX130
- (572762) 2008 TE132
- (572763) 2008 TW134
- (572764) 2008 TD138
- (572765) 2008 TZ139
- (572766) 2008 TA143
- (572767) 2008 TN143
- (572768) 2008 TQ143
- (572769) 2008 TU147
- (572770) 2008 TY150
- (572771) 2008 TW151
- (572772) 2008 TT155
- (572773) 2008 TR166
- (572774) 2008 TE167
- (572775) 2008 TJ179
- (572776) 2008 TF185
- (572777) 2008 TB191
- (572778) 2008 TT192
- (572779) 2008 TX193
- (572780) 2008 TC194
- (572781) 2008 TD194
- (572782) 2008 TP194
- (572783) 2008 TX194
- (572784) 2008 TA195
- (572785) 2008 TC195
- (572786) 2008 TD195
- (572787) 2008 TG195
- (572788) 2008 TO195
- (572789) 2008 TP195
- (572790) 2008 TR195
- (572791) 2008 TT195
- (572792) 2008 TQ196
- (572793) 2008 TY196
- (572794) 2008 TJ197
- (572795) 2008 TK197
- (572796) 2008 TR197
- (572797) 2008 TY197
- (572798) 2008 TD198
- (572799) 2008 TA199
- (572800) 2008 TL199
- (572801) 2008 TM199
- (572802) 2008 TK201
- (572803) 2008 TJ202
- (572804) 2008 TP205
- (572805) 2008 TQ205
- (572806) 2008 TQ206
- (572807) 2008 TR207
- (572808) 2008 TY211
- (572809) 2008 TP214
- (572810) 2008 TW215
- (572811) 2008 TS216
- (572812) 2008 TJ218
- (572813) 2008 TE219
- (572814) 2008 TF219
- (572815) 2008 TD221
- (572816) 2008 TF222
- (572817) 2008 TG223
- (572818) 2008 TZ223
- (572819) 2008 TT226
- (572820) 2008 TZ226
- (572821) 2008 TC227
- (572822) 2008 UC
- (572823) 2008 UZ4
- (572824) 2008 UA5
- (572825) 2008 UM8
- (572826) 2008 UN8
- (572827) 2008 UC13
- (572828) 2008 UE15
- (572829) 2008 UU16
- (572830) 2008 US17
- (572831) 2008 UP27
- (572832) 2008 UW29
- (572833) 2008 UZ37
- (572834) 2008 UD45
- (572835) 2008 UL49
- (572836) 2008 UP62
- (572837) 2008 UG63
- (572838) 2008 UC66
- (572839) 2008 UQ66
- (572840) 2008 UQ70
- (572841) 2008 UO74
- (572842) 2008 UG78
- (572843) 2008 UR86
- (572844) 2008 UR88
- (572845) 2008 UW92
- (572846) 2008 UC93
- (572847) 2008 UN95
- (572848) 2008 UX96
- (572849) 2008 UX104
- (572850) 2008 UD112
- (572851) 2008 UB116
- (572852) 2008 UH118
- (572853) 2008 UZ124
- (572854) 2008 UG132
- (572855) 2008 UJ136
- (572856) 2008 UG153
- (572857) 2008 UK155
- (572858) 2008 UM161
- (572859) 2008 UP164
- (572860) 2008 UH165
- (572861) 2008 UL165
- (572862) 2008 UB173
- (572863) 2008 UX176
- (572864) 2008 UB177
- (572865) 2008 UH177
- (572866) 2008 UD180
- (572867) 2008 UL180
- (572868) 2008 UR182
- (572869) 2008 UW189
- (572870) 2008 UE193
- (572871) 2008 UF194
- (572872) 2008 UE195
- (572873) 2008 UQ195
- (572874) 2008 UF196
- (572875) 2008 UG196
- (572876) 2008 UZ197
- (572877) 2008 UJ200
- (572878) 2008 UP205
- (572879) 2008 UX207
- (572880) 2008 UK219
- (572881) 2008 UL219
- (572882) 2008 UU221
- (572883) 2008 UL223
- (572884) 2008 UJ224
- (572885) 2008 UL228
- (572886) 2008 UQ229
- (572887) 2008 UX229
- (572888) 2008 US231
- (572889) 2008 UW232
- (572890) 2008 UD237
- (572891) 2008 UX245
- (572892) 2008 UH249
- (572893) 2008 UR250
- (572894) 2008 UJ264
- (572895) 2008 UB273
- (572896) 2008 UT274
- (572897) 2008 UU278
- (572898) 2008 UV284
- (572899) 2008 UK288
- (572900) 2008 UF289
- (572901) 2008 UO294
- (572902) 2008 UL296
- (572903) 2008 UA298
- (572904) 2008 UZ298
- (572905) 2008 UH299
- (572906) 2008 UU299
- (572907) 2008 UG303
- (572908) 2008 UF304
- (572909) 2008 UW307
- (572910) 2008 UR309
- (572911) 2008 UA311
- (572912) 2008 UC311
- (572913) 2008 UJ313
- (572914) 2008 UO313
- (572915) 2008 UZ313
- (572916) 2008 UV318
- (572917) 2008 UK320
- (572918) 2008 US320
- (572919) 2008 UB325
- (572920) 2008 UP328
- (572921) 2008 UU331
- (572922) 2008 UE338
- (572923) 2008 UU339
- (572924) 2008 UH342
- (572925) 2008 UK347
- (572926) 2008 UF348
- (572927) 2008 UY351
- (572928) 2008 US352
- (572929) 2008 UW363
- (572930) 2008 UE365
- (572931) 2008 UO373
- (572932) 2008 UU373
- (572933) 2008 UZ373
- (572934) 2008 UV374
- (572935) 2008 UQ375
- (572936) 2008 UD376
- (572937) 2008 UO376
- (572938) 2008 UR376
- (572939) 2008 US376
- (572940) 2008 UZ376
- (572941) 2008 UC377
- (572942) 2008 UF377
- (572943) 2008 UG377
- (572944) 2008 UU377
- (572945) 2008 UW377
- (572946) 2008 UK378
- (572947) 2008 UL378
- (572948) 2008 UT378
- (572949) 2008 UY378
- (572950) 2008 UD379
- (572951) 2008 UT379
- (572952) 2008 UG380
- (572953) 2008 UN380
- (572954) 2008 UR380
- (572955) 2008 UU380
- (572956) 2008 UW380
- (572957) 2008 UZ380
- (572958) 2008 UL381
- (572959) 2008 UZ381
- (572960) 2008 UA382
- (572961) 2008 UJ382
- (572962) 2008 UR382
- (572963) 2008 UH384
- (572964) 2008 UU386
- (572965) 2008 UX389
- (572966) 2008 UZ392
- (572967) 2008 UA393
- (572968) 2008 UD393
- (572969) 2008 UO394
- (572970) 2008 UV394
- (572971) 2008 UT395
- (572972) 2008 UJ397
- (572973) 2008 UV398
- (572974) 2008 UU400
- (572975) 2008 US401
- (572976) 2008 UK404
- (572977) 2008 UQ404
- (572978) 2008 UK406
- (572979) 2008 UJ407
- (572980) 2008 UM407
- (572981) 2008 UZ409
- (572982) 2008 UF410
- (572983) 2008 UJ412
- (572984) 2008 UX412
- (572985) 2008 VT6
- (572986) 2008 VW14
- (572987) 2008 VR16
- (572988) 2008 VR17
- (572989) 2008 VY18
- (572990) 2008 VG19
- (572991) 2008 VU22
- (572992) 2008 VS26
- (572993) 2008 VC29
- (572994) 2008 VF29
- (572995) 2008 VV29
- (572996) 2008 VF30
- (572997) 2008 VY31
- (572998) 2008 VW32
- (572999) 2008 VK33
- (573000) 2008 VZ36